# Dipturus lanceorostratus
Dipturus lanceorostratus  (лат.) — малоизученный вид хрящевых рыб семейства ромбовых скатов отряда скатообразных. Обитают в западной части Индийского океана. Встречаются на глубине до 439 м. Их крупные, уплощённые грудные плавники образуют диск в виде ромба со удлинённым и заострённым рылом. Максимальная зарегистрированная длина 82 см.

## Таксономия
Впервые вид был научно описан в 1967 году как Raja lanceorostrata. Голотип представляет собой половозрелого самца длиной 82,4 см, с диском шириной 55,1 см, массой 2,04 кг, пойманного в устье реки Лимпопо (25°25′ ю. ш. 33°35′ в. д.), ЮАР, на глубине 430—440 м. Паратип:  самка длиной 65,2 см, с диском шириной 42,3 см, массой 0,9 кг, пойманная там же. Видовой эпитет происходит от лат. lanceola — «маленькое копье» и лат. rostratus — «имеющий клюв». Вид известен по 3 особям. 

## Ареал
Эти батидемерсальные скаты являются эндемиками вод, омывающих Мозамбик. Встречаются на материковом склоне в устье реки Лимпопо на глубине до 439 м.

## Описание
Широкие и плоские грудные плавники этих скатов образуют ромбический диск с треугольным удлинённым  рылом и заотрёнными краями. На вентральной стороне диска расположены 5 жаберных щелей, ноздри и рот. На длинном хвосте имеются латеральные складки. У этих скатов 2 редуцированных спинных плавника и редуцированный хвостовой плавник. Вентральная сторона диска гладкая за исключением небольших шипиков по краям диска и кончике рыла. Шипы на дорсальной поверхности по цвету светлее основной окраски. Имеются колючки в затылочной области. Окраска дорсальной поверхности тёмно-серого цвета с многочисленными светлыми пятнышками, жаберная область и края диска светлее. Вентральная поверхность серая, область чувствительных пор окрашена в чёрный цвет. Максимальная зарегистрированная длина 82 см.

## Взаимодействие с человеком
Этих скатов промышляют тралами и ярусами. Данных для оценки Международным союзом охраны природы охранного статуса вида недостаточно.